# Poliția Republicii Srpska
Poliția Republicii Srpska (în sârbă: Полиција Републике Српске, Policija Republike Srpske) este agenția executivă și operativă a Ministerului Afacerilor Interne Republicii Srpska. Sediul al Poliției este locuit în Banja Luka. Misiunea poliției este protecțiune Constituției Republicii Srpska și securitate și protecțiune cetațenilor și drepturilor ai lor. Ziua Poliției Republicii Srpska este sărbatorită pe data de 4 aprilie când poliția a fost fondată pe anul 1992 în timpul Războiului din Bosnia și Herțegovina. 

## Organizație

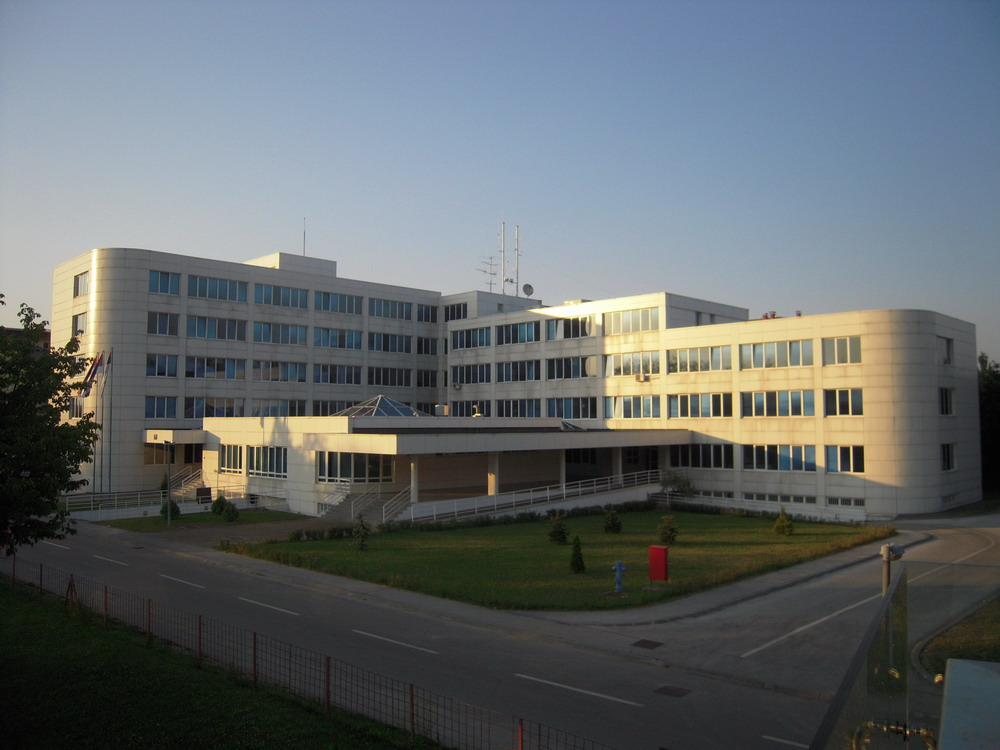
Sediul poliției în Banja Luka

În vârful organizației a poliției este directorul poliției. De anul 2016 directorul este Darko Ćulum și este persoana principala de organizație în poliția. În domeniu organizății și obligății este responsibil ministrului și sediul al lui este în Direcția a Poliției. Altfel, ca segmentul organizației existău și administrațiile polițiște organizate după teritorie și domeniu. Administrațiile polițiște sunt: Banja Luka, Prijedor, Mrkonjić Grad, Gradiška, Doboj, Bijeljina, Zvornik, Istočno Sarajevo, Foča, Trebinje și după domeniu: Administrația Poliției de Combatere a Criminalității, Administrația pentru Combaterea Terorismului și Extremismului, Administrația pentru Combaterea Criminalitatea Organizată și Infracțiunii Grave, Administrația pentru Sprijinul Poliției și Administrația pentru Protecția Persoanelor și Obiectelor. 

### Administrația Poliției
Administrația Poliției este unitatea de organizație a Poliției Republicii Srpska responsibilă pentru coordinare, controlare și ghidere muncii administrățiilor polițiște, secții de poliție, Unitatei de Sprijin, secții de poliția rutieră, săvârșire misiunelor polițiște, monitorizare situației de ordinea și pacea publică și așa mai departe. Șeful al Administrației Poliției este Dalibor Ivanić. Sub controla administrației acesteia sunt Poliția pentru Scopuri Generali, Unitatea pentru Sprijin și Poliția Rutieră.
|                                 |                                 |                                 |                                 |                                 |                                 |  |  | Administrația Poliției |             |             |             |             |             |  |  |                 |                 |                 |                 |                 |                 |
|                                 |                                 |                                 |                                 |                                 |                                 |  |  |                        |             |             |             |             |             |  |  |                 |                 |                 |                 |                 |                 |
|                                 |                                 |                                 |                                 |                                 |                                 |  |  |                        |             |             |             |             |             |  |  |                 |                 |                 |                 |                 |                 |
| Poliția pentru Scopuri Generali | Poliția pentru Scopuri Generali | Poliția pentru Scopuri Generali | Poliția pentru Scopuri Generali | Poliția pentru Scopuri Generali | Poliția pentru Scopuri Generali |  |  | Jandarmeria            | Jandarmeria | Jandarmeria | Jandarmeria | Jandarmeria | Jandarmeria |  |  | Poliția Rutieră | Poliția Rutieră | Poliția Rutieră | Poliția Rutieră | Poliția Rutieră | Poliția Rutieră |

### Unități
Toți unități sunt sub controla și comanda a ministerului afacerilor interne și directorului al poliției. Unități a poliției sunt:
- Poliția pentru Scopuri Generali (Полиција опште намјене, Policija opšte namjene),
- Poliția Rutieră (Саобраћајна полиција, Saobraćajna policija),
- Forțele Speciale Poliției (Посебне снаге полиције, Posebne snage policije),
- Poliția de Combatere a Criminalității (Криминалистичка полиција, Kriminalistička policija),
- Jandarmeria, Unitatea pentru Sprijin fostă (Жандармерија, Žandarmerija) și
- Unitatea Specială Antiteroristă (Специјална антитерористичка јединица, Specijalna antiteroristička jedinica).

Alte unități legate cu poliția sunt Unitatea de Onoare a Ministerului Afacerilor Interne (Почасна јединица Министарства унутрашњих послова, Počasna jedinica Ministarstva unutrašnjih poslova) și nou formată Orchestra Polițistă a Ministerului Afacerilor Interne (Полицијски оркестар Министарства унутрашњих послова, Policijski orkestar ministarstva unutrašnjih poslova).

## Ierarhia gradelor în poliția
Fiecare membru poliției are un grad care reprezentă pozițiunea al lui în poliția. După Articolul 89 Dreptului despre poliția și afacerile interne grade polițiștilor sunt:
- mlađi policajac (polițișt junior), policajac (polițișt), viši policajac (polițișt senior), samostalni policajac (polițișt independent) și glavni policajac (polițișt principal),
- mlađi inspektor (inspector junior), inspektor (inspector), viši inspektor (inspector senior) și samostalni inspektor (inspector independent),
- glavni inspektor (inspector principal), generalni inspektor policije (inspector general de poliție) și glavni generalni inspektor policije (inspector principal general de poliție).

| Grad (polițiști)                                               | Însemn | Grad (inspectori)                                               | Însemn | Grad (șefuri)                                                                                                  | Însemn |
| -------------------------------------------------------------- | ------ | --------------------------------------------------------------- | ------ | --- | ------ |
| Mlađi policajac Млађи полицајац Polițișt junior                |        | Mlađi inspektor Млађи инспектор Inspector junior                |        | Glavni inspektor Главни инспектор Inspector principal                                                          |        |
| Policajac Полицајац Polițișt                                   |        | Inspektor Инспектор Inspector                                   |        | Generalni inspektor policije Генерални инспектор полиције Inspector general de poliție                         |        |
| Viši policajac Виши полицајац Polițișt senior                  |        | Viši inspektor Виши инспектор Inspector senior                  |        | Glavni generalni inspektor policije Главни генерални инспектор полиције Inspector general principal de poliție |        |
| Samostalni policajac Самостални полицајац Polițișt independent |        | Samostalni inspektor Самостални инспектор Inspector independent |        | |        |
| Glavni policajac Главни полицајац Polițișt principal           |        |                                                                 |        | |        |

Directorul poliției întotdeauna are gradul inspectorului principal general de poliție și după sfârșitului conducerii în poliția directorul se întoarce în gradul de înainte care a avut. Gradul inspectorului general de poliție are ofițer poliției care este la pozițiune șefului administrății polițiște său comandantului Unitatei Speciale Antiteroriste.

## Galerie

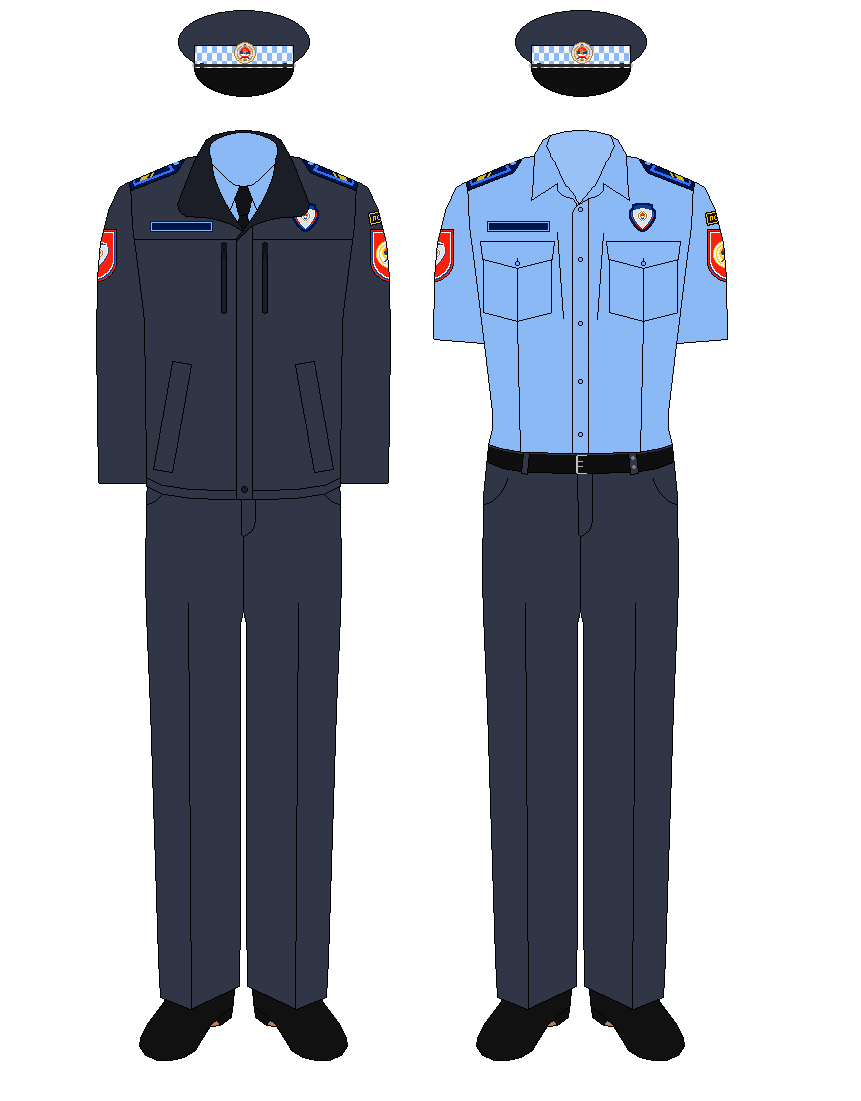
Uniforma a poliției